# Benjamin Rauer

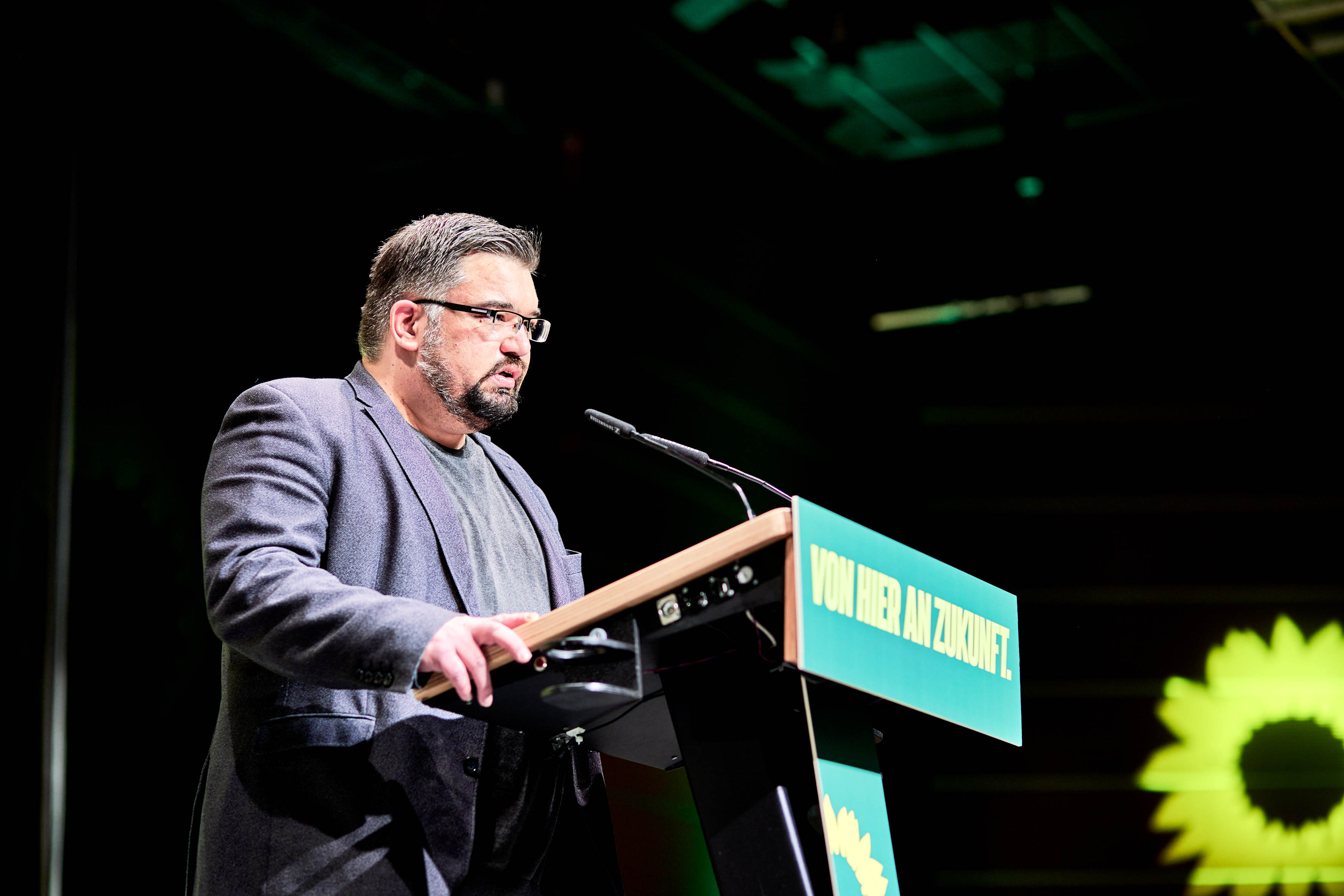
Benjamin Rauer bei der Landesdelegiertenkonferenz der Grünen in Siegen (2021)

Benjamin Rauer (* 14. Januar 1983 in Paderborn) ist ein deutscher Politiker (Bündnis 90/Die Grünen) und seit 2022 Mitglied des Landtages von Nordrhein-Westfalen.

## Leben und Beruf
Rauer machte von 2002 bis 2005 eine Ausbildung zum Industriekaufmann. Von 2010 bis 2014 studierte er Soziale-Arbeit an der Hochschule Osnabrück. Er war als Sozialarbeiter tätig und ist Integrationsbeauftragter und Geschäftsführer des Integrationsrates der Stadt Bad Salzuflen, wo er auch stellvertretendes Mitglied des Personalrates ist.

## Politische Tätigkeit
Rauer ist seit 2010 Mitglied bei Bündnis 90/Die Grünen. Von 2013 bis 2019 war er Ortsverbandssprecher in Hüllhorst. Seit 2016 ist er Kreissprecher der Grünen in Minden-Lübbecke. Er ist Mitglied im Bezirksrat der Grünen Ostwestfalen-Lippe und seit 2017 kooptiertes Mitglied im Bezirksvorstand. Bei der Landtagswahl in Nordrhein-Westfalen 2017 erreichte er im Wahlkreis Minden-Lübbecke I 3,96 % der Erststimmen und verpasste damit den Einzug in den Landtag. Seit 2020 ist er Mitglied des Kreistages Minden-Lübbecke. Dort ist er stellvertretender Fraktionsvorsitzender und Mitglied im Ausschuss „Jugendhilfe und Pro Arbeit“.
Bei der Landtagswahl in Nordrhein-Westfalen 2022 erreichte er 10,8 % der Erststimmen im Wahlkreis Minden-Lübbecke I hinter den Kandidaten der CDU und SPD. Er zog jedoch über Platz 32 der Landesliste seiner Partei in den Landtag ein.

## Mitgliedschaften
Rauer ist Mitglied der HSG Hüllhorst, von ver.di, Greenpeace, BUND, MITTeinander in Hüllhorst und im Tierschutzverein Lübbecke und Umgebung.

## Privates
Rauer lebt seit 1989 in Hüllhorst.